# سيجلوفيوردور
سيجلوفيوردور هي بلدة صيد صغيرة تقع في الساحل الشمالي لدولة آيسلندا.